# Арендт, Андрей Фёдорович

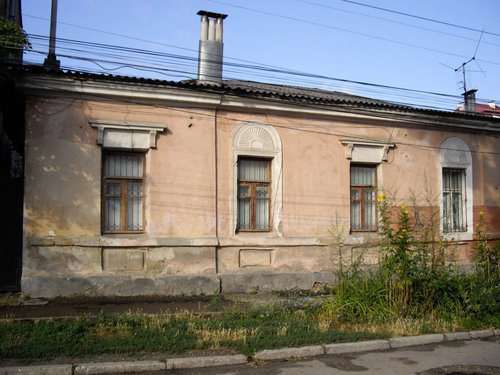
Дом Арендтов в Симферополе (сторона выходящая на ул. К. Либкнехта)

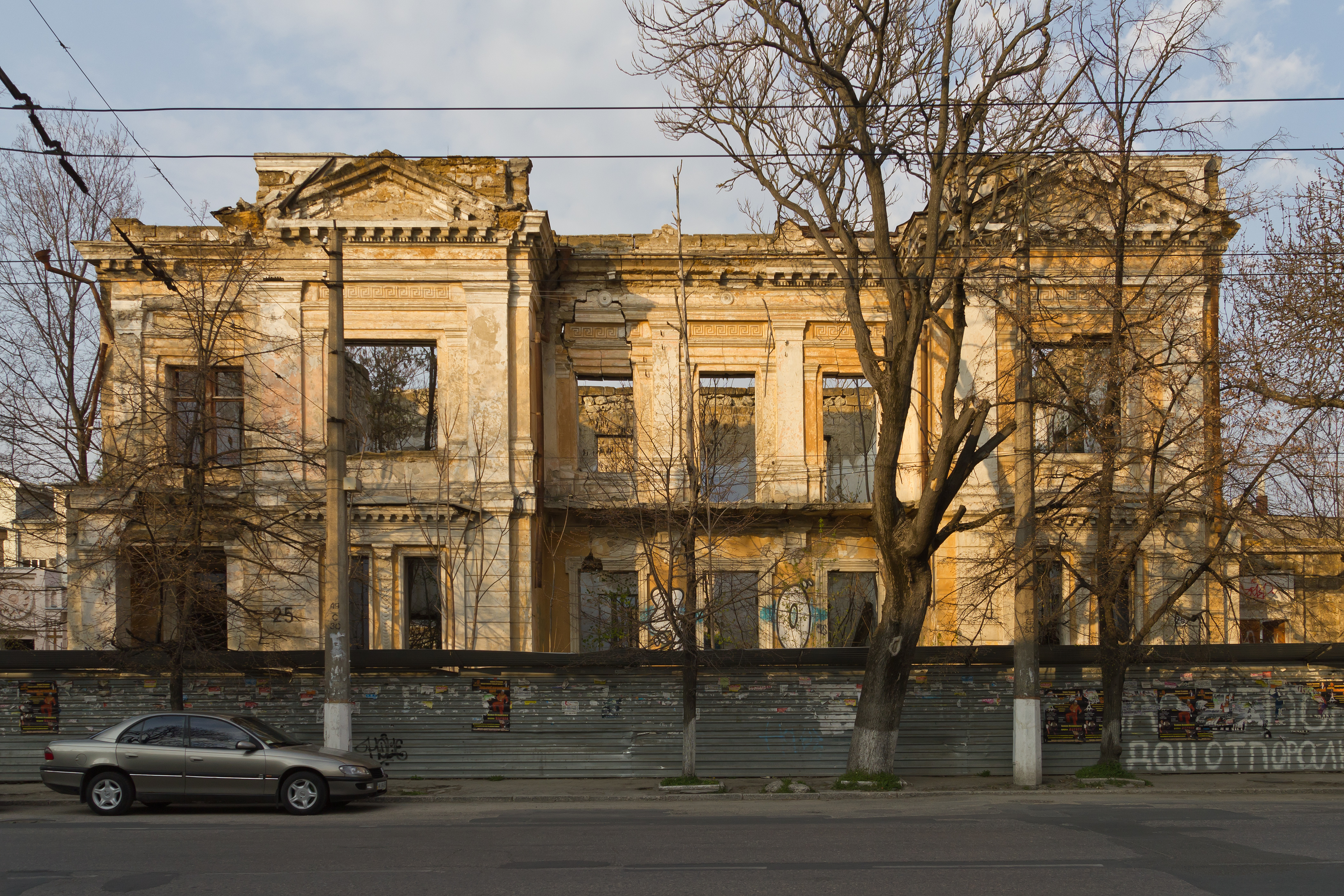
Дом А.Ф.Арендта в Симферополе. 1843-1858 (сторона выходящая на ул. К. Маркса)

Андрей Фёдорович Арендт (30 сентября 1795, Казань? — 23 февраля 1862, Симферополь) — штаб-лекарь, инспектор врачебной управы Таврической губернии, действительный статский советник, награждён орденом св. Анны 2-й степени и орденом св. Владимира 4-й ст. кавалером, а также знаком отличия беспорочной службы за 25 лет. Известный в Симферополе врач, владелец имения близ Алушты.
Усадьба, где он жил, стоит в Симферополе на участке выходящем на две улицы - ул. К. Либкнехта(бывшая Долгоруковская) № 14 и Карла Маркса, №25 (бывшая Полицейская).

## Семья
Андрей Фёдорович Арендт стал основателем большой таврической ветви рода Арендтов, имея шестерых сыновей и четырёх дочерей. Трое из них посвятили себя медицине. Его внук Андрей Андреевич Арендт(1890–1965) стал известным московским нейрохирургом, учеником академика Н.Н. Бурденко.
- Фёдор Иванович Арендт-отец
- Николай Фёдорович Арендт-брат
- Арендт Николай Андреевич-сын, врач, общественный деятель, первопроходец отечественного воздухоплавания, теоретик, основоположник парящего и планируемого полета, изобретатель безмоторного аппарата.[3]

## Упоминания
О нём в 1846 году, в одном из писем, писал больной, но восторженный Белинский В.Г.: Доктор наш—Андрей Федорович Арендт, родной брат знаменитого петербургского врача, предобрейший старик, который полюбил нас так, что и сказать нельзя...Не с моими средствами собирать консилиумы. В Симферополе, кроме Арендта, есть ещё искусный доктор -- Мильгаузен, да как я к нему пойду? А ведь Арендт лечит нас даром и о деньгах слышать не хочет.(<4--5 сентября 1846 г. Симферополь.> Симферополь. 1846, сентября 4) 
В Симферополе говорили: «Половину города лечил Мильгаузен, в то время как другую половину - Арендт» 

## Усадьба Арендтов в Симферополе
Усадьба Арендтов, в которой родились и жили многие потомки Ф.И.Арендта, занимает участок между ул. К. Либкнехта(бывшая Долгоруковская) № 14 и Карла Маркса, №25 (бывшая Полицейская). Из сохранившихся документов известно, что этот участок был в владении Арендта в 1843 году, а в 1858 году здесь уже существовала усадьба. В советское время усадьба национализирована и поделена на отдельные квартиры.
Решением Крымского облисполкома №164 от 15.04.1986 усадьба Арендтов внесена под номером 3072 в список «Памятников местного и национального значения (архитектура и градостроительство, история, монументальное искусство).
В 1998 году Республиканским комитетом по делам межнациональных отношений и депортированных граждан было принято решение о создании Республиканского крымскотатарского музея искусств, для музея было подобрано жилое здание - двухэтажное здание усадьбы, выходящее на ул. Карла Маркса. Из 8 квартир были отселены жильцы, со здания была снята крыша и на этом работы остановлены. В последующие годы здание без крыши разрушалось.
В 2009 году здание выкупил «ФОНД «КРЫМ» - благотворительная национальная организация ассимилированная с крымскотатарским меджлисом. Директор фонда «Крым» Реза Шевкие - племянник  Мустафы Джемилева, председателя меджлиса.
В начале 2013 года фонд «Крым» планирует снести усадьбу Арендта и начать строительство девятиэтажного здания.
Министр культуры Украины подписал приказ о включении дома Арендта в Симферополе в государственный реестр памятников. Об этом сообщила пресс-служба Общества защиты и сохранения культурного наследия. Было принято решение включить усадьбу в реестр и как памятник истории и как памятник архитектуры.
В августе 2013 дому Арендтов был присвоен статус памятника истории и архитектуры с внесением его, в составе всей Усадьбы Арендтов-Ребец, в государственный реестр недвижимых памятников Украины (Усадьбе присвоен охранный номер 3072-АР, а главному дому усадьбы — 3072/1-АР). Собственник здания, Фонд «Крым» в соответствии с законодательством Украины должен был подписать охранный договор и обеспечить охранные мероприятия здания. Вместо этого он подал на Реском АРК по охране культурного наследия и Министерство культуры Украины иск в окружной административный суд Симферополя с требованием решение Минкульта отменить, и признать действия ответчиков незаконными и противоправными.
Суд первой инстанции иск частично удовлетворил, и 25 ноября 2013 года вынес решение о вынесении дома Арендтов из реестра недвижимых памятников, сославшись, на предоставленную БФ «Крым» техническую экспертизу здания, согласно которой дом Арендтов полностью разрушен и восстановлению не подлежит. По мнению специалистов, это решение противоречит законодательству, так как строительно-техническая экспертиза может оценить только техническое состояние здания, но никак не его историческую и архитектурную ценность, которая подтверждена и доказана ведущими специалистами Украины в области архитектуры и истории, входящими в Экспертный Совет Минкульта Украины.
Основанием для внесения дома Арендтов в Государственный реестр недвижимых памятников Украины является исключительно заключение Экспертной комиссии утверждённое научно-методическим советом, которое никем оспорено не было, что опровергает исковые жалобы фонда «Крым», утверждавшего, что порядок подачи документов был нарушен.
Апелляционные жалобы по данному решению помимо Министерства культуры Украины подали: Украинское общество охраны памятников истории и культуры (УООПИиК, Киев), Общество защиты и сохранения культурного наследия (ОЗИСКН, Симферополь), Члены семьи Арендт в лице Марии Арендт (Москва).